# 国際連合コソボ暫定行政ミッション

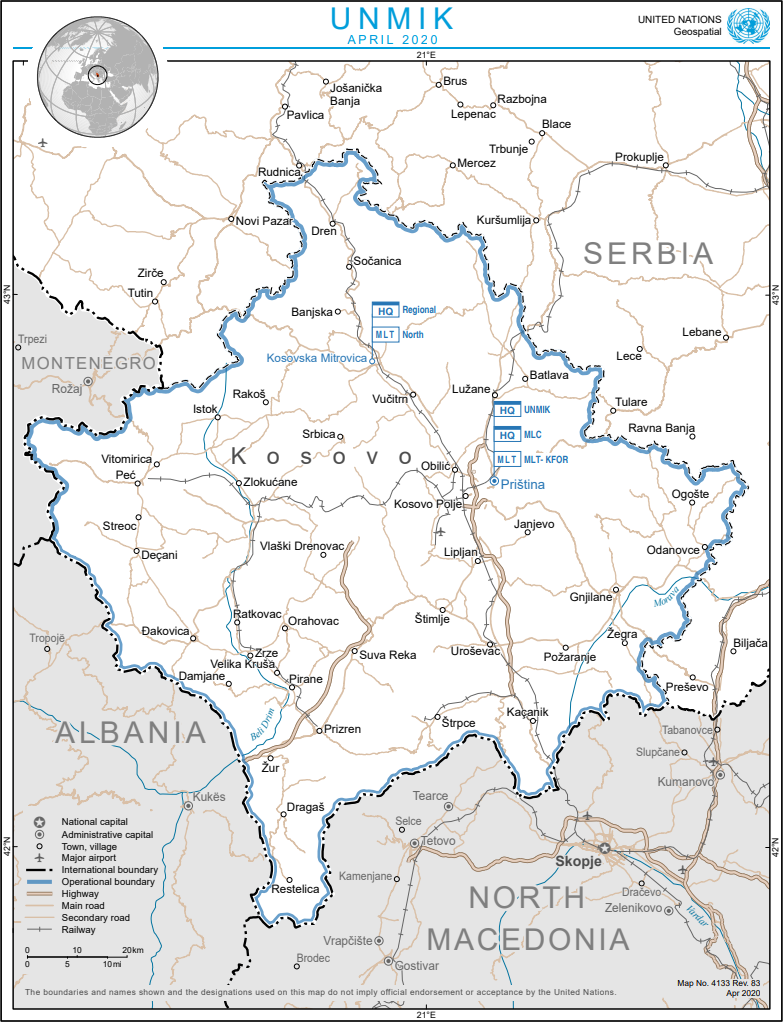
UNMIK施設の地図

国際連合コソボ暫定行政ミッション（こくさいれんごうコソボざんていぎょうせいミッション、英語: United Nations Interim Administration Mission in Kosovo; UNMIK）は、国際連合によるコソボの暫定統治を行う文民機構である。1999年6月10日に国際連合安全保障理事会の決議1244号に基づいて創設された。
2008年2月17日にコソボ議会はコソボ独立宣言を満場一致で採択した。しかし、国連安全保障理事会決議1244号は依然有効であり、コソボ統治の最高責任者は依然国際連合事務総長コソボ特別代表である。
2008年12月、欧州連合・法の支配ミッション（EULEX）がUNMIKの任務の大半を引き受け、法分野、特に警察、司法、関税の分野においてコソボの当局を支援する立場にある。
コソボは長年にわたって、セルビア（以前はユーゴスラビア連邦共和国）の政府と地元で多数派を占めるアルバニア人の住民との間で政治的・領土的な問題となってきた。セルビアのコソボに対する領土的主張は国際社会の一部からは認められているものの、地域の大部分の住民と多数のヨーロッパ諸国はコソボの独立を求めている。
UNMIKの首班はコソボ担当国際連合事務総長特別代表（UN Special Representative of the Secretary-General; SRSG）であり、国際連合事務総長によって国際連合加盟国の助言のもとで任命される。初代特別代表はベルナール・クシュネルであった。2022年11月19日よりレバノンのキャロライン・ジアデ(Caroline Ziadeh)が務めている。

## 組織
UNMIKは4つの「柱」（pillar）と呼ばれる部署に分けられている。
- 柱1: 政治と司法（国際連合主導）
- 柱2: 文民統治（国際連合主導）
- 柱3: 民主化と機関建設（OSCE主導）
- 柱4: 復興と経済開発（欧州連合主導）

柱1と柱2の施行の責任はコソボ政府へと委譲された。国際連合は依然、その施行を監視する立場にある。その活動の内部改革に伴って、この柱の構造は変更されている。柱2は解体され、警察長官および司法庁長官は、従来の副代表ではなく国連事務総長特別代表に直接報告を行うようになった。柱2も文民統治庁へと縮小され、特別代表への直接報告へと切り替えられた。
UNMIKは、暴動鎮圧を担う史上初の武装警察部隊（FPU）及び逮捕や捜査などの法執行を所轄する国連警察を監督する。
北大西洋条約機構（NATO）主導のコソボ治安維持部隊（KFOR）は、UNMIKの支援の下でコソボの治安維持に当たっているが、国際連合の下位に属するものではない。

## 責務
国連安保理決議1244号によると、UNMIKは以下のことについて責任を負う:
- 基礎的な文民統治機構を担当
- 実効性のあるコソボの自治と自治政府の設立の推進
- コソボの将来の地位を決定する政治的過程の円滑化
- 全ての国際的な人道・災害援助の調整
- 主要インフラストラクチャーの復興
- 民間の法秩序を維持
- 人権の推進
- 安全で妨げのない、全ての難民および国内避難民の、コソボの故郷への帰還

## 歴史
コソボ紛争終結後、国連安全保障理事会は決議1244を可決し、これに基づいてコソボは国際連合の暫定統治下におかれることとなり、UNMIKはその行政を、また北大西洋条約機構（NATO）主導の国際連合平和維持活動としてKFORがコソボの治安を担うこととなった。その直後から、コソボ域外に避難していたアルバニア人の難民が帰還し、セルビア人などの非アルバニア系の住民への迫害が始まり、数万人のセルビア人やロマなどの非アルバニア人が難民となって故郷のコソボから流出した（コソボから脱出した避難民の数には諸説あり、その数は6万5千人とするものから 25万人とするものまである）。避難したセルビア人の多くは、UNMIKの保護があってもなお故郷に帰ることは安全ではないと感じている。12万人から15万人のセルビア人が紛争後もコソボに留まったが、彼らは差別や迫害の対象となっている。そのため、UNMIKによる統治が始まった後のコソボではセルビア人は減少を続けており、コソボの民族構成は一変した。
アムネスティ・インターナショナルによれば、コソボにおける平和維持軍の存在が、性的搾取を目的とした人身売買の件数を増大させているといわれている。
2001年、UNMIKはコソボの憲法的枠組みを公布し、選挙によって選ばれる議会、大統領、首相などを持つ暫定自治政府諸機構（Provisional Institutions of Self-Government; PISG）が設立された。コソボでは2001年末に初の自由で全域的な選挙が行われた（地方自治体の選挙は既に前年に行われている）。UNMIKは多民族からなる専業のコソボ警察を監督している。
2004年3月、コソボでは紛争後で最悪となるコソボ暴動が起こった。暴動は、複数の小規模な衝突が重なり、やがて大規模なものへと発展していった。暴動のきっかけとなった事件では、セルビア人の男がイヌを使ってアルバニア人の子供を川へと追いやり、うち2人が死亡したとの未確認の噂が流布され、多くの人々を暴動へと駆り立てていったが、前述の事件に関しては誰も逮捕・立件されておらず、その事実性は確認されていない。各地でアルバニア人の抗議行動は暴徒化し、数百のセルビア人の家屋やセルビア正教会の施設（中世からの聖堂や修道院を含む）、国連施設が放火され、破壊された。コソボ警察は2004年の暴動に関する案件を取り扱う特別調査チームを結成し、コソボ法務協議会による2006年末の発表によると、326人が市及び郡の検察官によって告訴され、200件の起訴があり、134件が有罪となった。8件が無罪となり、28件が免訴され、30件が裁判中である。特に注意を要する裁判には、国際的な検察官および裁判官があたっている。
1999年以降、セルビア政府から給与を受け取って働いているコソボのセルビア人には割増し手当てが支給されており、「kosovski dodatak」（コソボ割増し）と呼ばれている。この制度はスロボダン・ミロシェヴィッチ政権の時代に始まり、その後も続けられている。

### 独立宣言後
2008年2月17日、コソボ議会はコソボのセルビアからの独立を一方的に宣言した。セルビアの首相ヴォイスラヴ・コシュトニツァはこれに対して、「今日、力ずくの政策が、偽りの国家を作って得意げだ。」と述べて反発した。コソボはその後1年間で、西側諸国を中心に50箇国程度から独立の承認を得ている。
2008年8月、コソボ憲法が公布された。国連は、コソボの体制移行に伴って職員を70%削減することを決定した。コソボでの国連の権限の多くがコソボ政府および欧州連合主導の統治ミッションである欧州連合・法の支配ミッション（EULEX）に移管された。
コソボ憲法公布後のUNMIKからEULEXへの権限の移譲計画は、コソボの独立に反対の立場をとる国連安保理の常任理事国であるロシアの反対にあって頓挫している。国際連合事務総長の潘基文は、UNMIKの暫定的な再編を決定した。国際連合は、アルバニア人地域における権限を欧州連合に移管する一方で、セルビア人居住地域には留まり、現地で少数派となるセルビア人のための任務を続ける計画である。これは、セルビア人地域に欧州連合が介在することへの反発に対応したものである。
2008年12月、EULEXはUNMIKからほとんどの責務を移譲され、法分野、特に警察、司法、関税に関してコソボの当局を補助し支援する役割を担っている。

## 批判
UNMIKは、その掲げられた目的の多くを達成できていないとして、コソボのセルビア人、アルバニア人の双方から批判がある。
- 主要インフラが復興されていない。特に、電力供給が依然として貧弱である。
- UNMIKはコソボの法的枠組みを作るものとされていたが、憲法的枠組みをも作った。
- UNMIKはコソボ政府への権限委譲が遅い。
- 民族間の暴力はたびたび発生した（特に2004年の暴動）。
- UNMIK内部の関与が疑われるものも含む汚職が依然発生している。
- 人権状況が依然問題を残している。特にコソボにおいて少数となる民族の状況が悪い。
- 二重構造を解消することに失敗している。セルビア共和国の予算に依存するコソボのセルビア人の教育、健康に関する機構が残っている。
- UNMIKは経済開発戦略の実現に失敗している。
- セルビア共和国政府は、セルビア人を中心として25万人の[23][13][24] 難民と域内避難民は、いぜんコソボへの帰還に危険を感じているとしている。また、分断された街ミトロヴィツァ / コソヴスカ・ミトロヴィツァで移動されたコソボのアルバニア人は依然自宅への帰還が認められていない。
- 国連安保理決議1244によると、セルビアは一定数の兵員をコソボに再び送ることが認められている。UNMIKはセルビアによるこの権限行使を妨げており、決議に違反している。
- 複数の国際機関によると、UNMIKが1999年に設立されて以来、コソボは主要な女性・少女の人身売買の行き先となっている。また、国連やNATOの人員の存在が、コソボにおける性目的の人身取引を加速させている。アムネスティ・インターナショナルによると、女性らの多くはモルドバ、ルーマニア、ブルガリア、ウクライナからコソボへと送られている[25][26][27]。
- 2007年2月10日、国連警察がプリシュティナにてゴム弾をデモ隊に向けて発砲し、2人が死亡、82人が負傷した。警察署長は更迭されたものの、発砲した警察部隊はルーマニアに帰還しており取調べを受けていない。その間プリシュティナでは、UNMIKはデモを主導したヴェテヴェンドシェ!（VETËVENDOSJE!、アルバニア語で「自治」を意味する）のアルビン・クルティ（Albin Kurti）を逮捕して拘留した。クルティは裁判を受けられないまま2007年7月まで拘留され、その後自宅軟禁に置かれている。アムネスティ・インターナショナルは、UNMIKによるクルティ訴訟の主導を非難している[28]。

2005年6月、英国放送協会（BBS）は、ミトロヴィツァ / コソヴスカ・ミトロヴィツァのロマ難民キャンプ（en）に関して、ヨーロッパ・ロマ権利センター（European Roma Rights Centre）がUNMIKを訴えると報じた。
2006年7月、元UNMIKの職員らによって書かれた書籍「Peace at Any Price: How the World Failed Kosovo」の中で、UNMIKの7年間の間の過誤や能力不足の事例集が公開された。

## コソボ最終地位プロセス

### 2005年

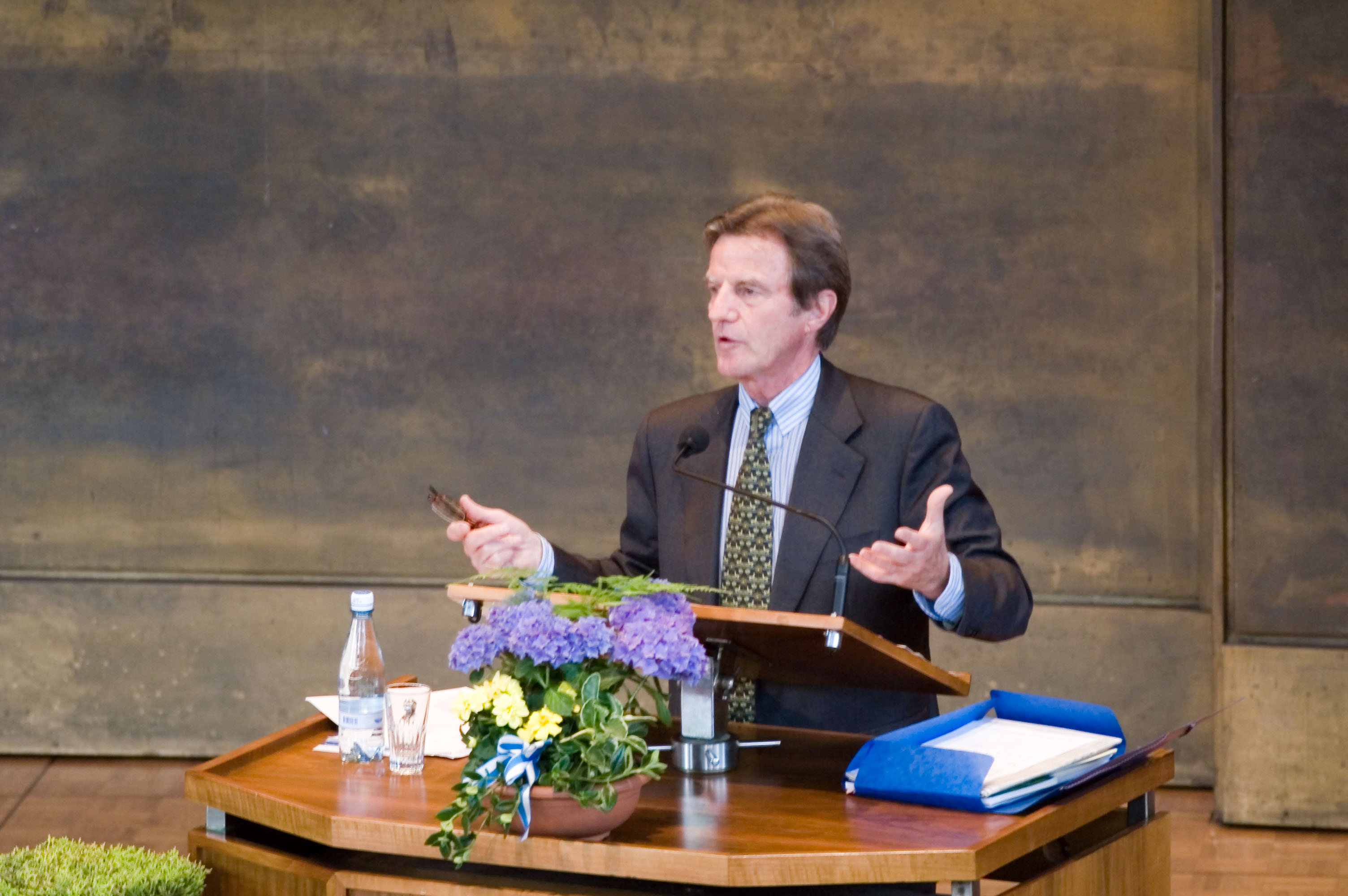
初代の国連コソボ特別代表を務めたフランスのベルナール・クシュネル

コソボの将来の地位を確定するための国際連合主導の政治プロセスは2005年末に始まった。ベオグラード側はコソボに高度な自治権を与えた上でセルビアの一部に留まることを提案し、コソボの独立を強いることはセルビアの主権侵害であり、よって国際法および国連憲章に反するとした。コソボのアルバニア人多数派の代表者は、コソボは独立するより他なく、スロボダン・ミロシェヴィッチ政権の時代の暴力によって、コソボがセルビアとの連合を維持することは不可能となったとした。
国際連合の特別大使となった、元フィンランド大統領のマルッティ・アハティサーリは、オーストリアの外交官アルベルト・ロアンを副代表として、地位プロセスを主導した。アハティサーリの主導する国際連合コソボ特別大使事務所（UN Office of the Special Envoy for Kosovo; UNOSEK）はウィーンに拠点を置き、NATO、欧州連合、アメリカ合衆国からの連絡員を擁する。

### 2006年
地位プロセスの初期段階では、コソボの長期的安定、特にコソボの少数民族（特にセルビア人）の権利と保護に関する技術的課題に焦点が置かれた。アハティサーリは、コソボのセルビア人を保護する上で重要となるコソボ政府の地方分権化に関して、2006年2月に初めて話し合いの場を設けた。その後の会合では経済問題、財産権、セルビア正教会の施設の保護、コソボの少数民族の権利擁護を保障する機関について話し合いが行われた。
2006年7月24日、アハティサーリの一団はウィーンにて、初めてコソボの地位そのものに関する高レベルの話し合いを行った。セルビア大統領ボリス・タディッチ、首相ヴォイスラヴ・コシュトニツァ、コソボ大統領ファトミル・セイディウ、首相アギム・チェク（Agim Çeku）が話し合いに参加し、コソボの将来の地位に関する双方の意見を表明した。アハティサーリは後にメディアに対して、会合では課題の突破には至らなかったものの、率直な意見が出され、その雰囲気は予想よりも良好であったと話した。
2006年9月20日、ニューヨークでのアメリカ合衆国国務長官コンドリーザ・ライスを議長とする会合の中で、アハティサーリは連絡調整グループに対して説明を行った。会合では、連絡調整グループは声明を発表し、現在の方向性でコソボの地位問題を解決する意欲を再表明し、地位問題解決のための包括的な提案を築くアハティサーリの計画への支持を明らかにした。
2006年が終わる頃には、技術的課題の進展にもかかわらず、地位そのものに関する立場は対極のままであった。

### 2007年
2007年2月2日、アハティサーリはベオグラードとプリシュティナの代表者に対して、最終地位に関する草案を送った。草案はコソボの将来に関する幅広い内容が盛り込まれ、特にコソボ政府の地方分権化やセルビア正教会の施設の保護、非セルビア人を保護する期間など、コソボの非アルバニア人の保護に関するものが盛り込まれた。「独立」の文言はなかったものの、草案では幅広く独立国に類する規定をコソボに認めている。特に、草案ではコソボに国際機関への加盟、コソボ治安部隊の創設、国章の採択を認めている。アハティサーリはウィーンにて双方に対する説明を主導し、その中では2007年3月10日に双方の大統領と首相が同席する会合もあった。この会合の後、双方の指導者は互いの中間点での妥協する意思が全くないことを表明した（コソボのアルバニア人の指導者は独立を、セルビアはコソボにおける自国の主権を主張し続けた）。結局、双方が合意できる立場の歩み寄りは互いにほとんど期待できず、アハティサーリは、明確なコソボの地位そのものへの言及を含んだ、自身のまとめた調停案を、3月末までに国連安全保障理事会に対して提出すると述べた。
地位プロセスを見守っていた多くの人々は交渉によってコソボが独立へと向かうことを確信しており、焦点はコソボに対する国際的な監視の期間に移っていた。しかし、ロシア大統領のウラジーミル・プーチンは2006年9月、国連安全保障理事会がコソボの最終地位に関して、グルジアの南オセチアやアブハジアとは異なる基準に基づく提案があった場合、ロシアは拒否権を行使すると表明した。在セルビアのロシア大使は、ベオグラードとコソボのアルバニア人の双方が受け入れ可能な解決が図られない限り、ロシアは拒否権を行使すると言明した。
2007年3月に発表された国際連合開発計画の調査によると、コソボのアルバニア人の96%、非アルバニア人の77%が、現状の州境でのコソボの独立に賛成であった。また、コソボに住むセルビア人の78%は、コソボがセルビア領内の自治州に留まることを望んでおり、2.5%のアルバニア人はアルバニアとの統一を望んでいた。これとは別に、国際連合難民高等弁務官事務所（UNHCR）は、アルバニア人が主張するコソボの独立の成功によって、さらに7万人のセルビア人難民が生ずることを想定した危機管理計画を策定した。
2007年5月初旬、国連安保理のヨーロッパの理事国、ドイツおよびアメリカ合衆国は、決議1244に代わる安保理決議の草案を配布し、その中ではアハティサーリによる草案を支持し、120日の移行期間をもってコソボにおける国連の統治を終了するとしていた。アメリカ合衆国の国連安保理の理事は、ヨーロッパおよび合衆国による草案は、ロシアによる拒否権がなければ、安保理で十分な支持を集めていると話した。
交渉の初期の段階では、多くの専門家はコソボの独立を最も可能性の高い結論とみて期待していたが、早急な解決は好ましくないと考えるものもいた。
連絡調整グループは、現在の交渉の結果に関わらず、決議1244に基づいて、コソボの文民統治のために新たに国際文民事務所（ICO）が設立され、地位交渉の結果の施行を監督し、少数民族の権利の擁護すると話した。欧州連合はコソボの治安と司法に焦点をあてた欧州安全保障防衛政策による法統治ミッションを創設することを決定した。
2007年7月初期、アメリカ合衆国、イギリスおよびその他のヨーロッパの安保理の理事国の支持の下、ロシアの懸念を払拭するため新たな決議の草案は4回の修正を重ね、またロシアとアメリカの大統領との対談がなされたが、ロシアは双方が受け入れ可能でないいかなる新しい提案をも支持しないと表明した。決議案を支持する国々の代表者は安保理での合意成立への期待を表明した。ある西側の国の外交官は、国家間の交渉に関する見解を次のように明かした:「私はロシア人に対してはこれはゲームだとは言わないが、これはゲームであり、決着済みだ。」
コソボの地位に関する草案は安保理は依然可決されていない中、アメリカ合衆国高官は2008年中に合意は達成され得ると示唆した。アメリカの、ヨーロッパ問題担当次官補は、クロアチアで開かれたNATOの会合で、コソボの将来について、次にルーマニアで翌年4月に開かれる会合までには解決されているとの期待を表明した。
2007年7月16日、国連安保理での数週間にわたる議論の後、アハティサーリ案に基づく第5の修正案をロシアは拒絶した。イギリスと欧州連合はロシアの支持を得るために2007年7月17日に最終の修正案を数日中に提出すると示唆した。欧州連合の外交政策代表は、この最終案が失敗したら、主要国からなる連絡調整グループの助言の下、4箇月の期間を設けて新たにベオグラードとコソボのアルバニア人との交渉を始めるとした。
コソボのアルバニア人の意向に沿った解決が図られない場合、2007年11月の選挙期間までにコソボで暴動となることが懸念されていた。ロイターによると、コソボの新聞ゼリ（Zeri）はコソボに関して9月にパリで連絡調整グループが国際会議を開く可能性を報じた。
アメリカ合衆国、イギリスおよびその他のヨーロッパの安保理の理事国は2007年7月20日、ロシアの同意が得られないために決議案を公式に取り下げた。コソボのアルバニア人指導者は、2007年11月28日に一方的に独立を宣言するとの提案で応じた。このような動きは、実際には国際連合によって否定され得るものである。
一方的な独立を承認するかどうかが極めて重要となった。アメリカ合衆国の高官はそのような動きを支持すると述べる一方、ヨーロッパ諸国ではあらゆる一方的な動きに反対する議論も行われた。フランスの外相でかつて国連コソボ特別代表であったベルナール・クシュネルは、このような一方的な動きは、コソボの独立承認をめぐって欧州連合で意見が二分され得ると警告し、アメリカ合衆国国務省のスポークスマン、ショーン・マコーマックは、進行中の外交プロセスをこのような形で中断することで得られるものは何もないとした。コソボの独立を求めるアルバニア人の要求が認められなければ、再度の暴動の可能性も危惧されていた。
問題が膠着する中、欧州連合はコソボの統治を引き継ぐ計画を策定していた。これによると、欧州連合の72人の派遣団と200人の地元要員が国際連合の計画の履行を監督する権限を持ち、また欧州連合からの上級代表が国連コソボ特別代表と同様の立場に立ち、コソボ政府の決定に対する拒否権や国連安保理の決議履行を阻む政府職員を解雇する権限を持つこととなる。

## 機関
- 国際連合安全保障理事会 決議1244 - 法的根拠
  - 欧州連合・法の支配ミッション（EULEX）
  - KFOR
  - 国際連合コソボ暫定行政ミッション（UNMIK）
    - 国際連合事務総長コソボ特別代表（Special Representative of the Secretary-General; SPSG）
    - 暫定自治政府諸機構（Provisional Institutions of Self-Government; PISG）
      - コソボ政府
      - コソボ大統領
      - コソボの首相
      - コソボ警察
      - コソボ防護隊
      - コソボ議会

## 行政区分
UNMIKの統治下では、コソボは7つの郡と30の基礎自治体に再編された。
- コソボの郡
- コソボの基礎自治体